# Kosuke Taketomi
Kosuke Taketomi (født 23. september 1990) er en japansk fodboldspiller.
Han har spillet for flere forskellige klubber i sin karriere, herunder Kashiwa Reysol, Roasso Kumamoto, Shonan Bellmare og Urawa Reds.